# Lijst van voetbalinterlands Cuba - Nicaragua
Deze lijst van voetbalinterlands is een overzicht van alle officiële voetbalwedstrijden tussen de nationale teams van Cuba en Nicaragua. De landen speelden tot op heden vijftien keer tegen elkaar. De eerste ontmoeting, een vriendschappelijke wedstrijd, werd gespeeld in Panama-Stad op 8 maart 1970. Het laatste duel, een groepswedstrijd tijdens de CONCACAF Nations League 2024/25, vond plaats op 10 september 2024 in Santiago de Cuba.

## Wedstrijden
| №  | Plaats           | Datum             | Competitie                        | Wedstrijd        | Uitslag |
| -- | ---------------- | ----------------- | --------------------------------- | ---------------- | ------- |
| 1  | Panama-Stad      | 8 maart 1970      | Vriendschappelijk                 | Cuba – Nicaragua | 4 – 0   |
| 2  | Santo Domingo    | 6 maart 1974      | Centr.-Am. en Caraïb. Spelen 1974 | Cuba − Nicaragua | 5 − 0   |
| 3  | Havana           | 9 maart 2000      | Vriendschappelijk                 | Cuba − Nicaragua | 4 − 0   |
| 4  | Havana           | 26 mei 2011       | Vriendschappelijk                 | Cuba − Nicaragua | 1 − 1   |
| 5  | Havana           | 28 mei 2011       | Vriendschappelijk                 | Cuba − Nicaragua | 2 − 1   |
| 6  | Managua          | 8 december 2015   | Vriendschappelijk                 | Nicaragua − Cuba | 5 − 0   |
| 7  | Estelí           | 11 december 2015  | Vriendschappelijk                 | Nicaragua − Cuba | 1 − 0   |
| 8  | Managua          | 22 maart 2018     | Vriendschappelijk                 | Nicaragua − Cuba | 3 − 1   |
| 9  | Managua          | 25 maart 2018     | Vriendschappelijk                 | Nicaragua − Cuba | 3 − 3   |
| 10 | Managua          | 7 november 2019   | Vriendschappelijk                 | Nicaragua − Cuba | 0 − 0   |
| 11 | Managua          | 10 november 2019  | Vriendschappelijk                 | Nicaragua − Cuba | 0 − 1   |
| 12 | Managua          | 10 november 2021  | Vriendschappelijk                 | Nicaragua − Cuba | 0 − 3   |
| 13 | Managua          | 13 november 2021  | Vriendschappelijk                 | Nicaragua − Cuba | 2 − 0   |
| 14 | Managua          | 26 maart 2024     | Vriendschappelijk                 | Nicaragua − Cuba | 0 − 1   |
| 15 | Santiago de Cuba | 10 september 2024 | CONCACAF Nations League 2024/25   | Cuba − Nicaragua | 1 − 1   |

## Samenvatting
| Competitie                   | Totaal gespeeld | Winst Cuba | Gelijk | Winst Nicaragua | Doelsaldo Cuba – Nicaragua |
| ---------------------------- | --------------- | ---------- | ------ | --------------- | -------------------------- |
| CONCACAF Nations League      | 1               | 0          | 1      | 0               | 1 − 1                      |
| Centr.-Am. en Caraïb. Spelen | 1               | 1          | 0      | 0               | 5 − 0                      |
| Vriendschappelijk            | 13              | 6          | 3      | 4               | 20 − 16                    |
| Totaal                       | 15              | 7          | 4      | 4               | 26 − 17                    |

Wedstrijden bepaald door strafschoppen worden, in lijn met de FIFA, als een gelijkspel gerekend.
AFC · A-internationals · Bondscoaches · Cubaans vrouwenelftal · Cuba U21 · Cuba U20 · Cuba U19 · Cuba U18 · Cuba U17
1920 – 1949 ·
1950 – 1969 ·
1970 – 1979 ·
1980 – 1989 ·
1990 – 1999 ·
2000 – 2009 ·
2010 – 2019 ·
2020 − 2029
WK 1938
OS 1976 ·
OS 1980
Albanië ·
Algerije ·
Angola ·
Antigua en Barbuda ·
Aruba ·
Bahama's ·
Barbados ·
Belize ·
Bermuda ·
Bolivia ·
Britse Maagdeneilanden ·
Bulgarije ·
Canada ·
Chili ·
China ·
Colombia ·
Costa Rica ·
Curaçao ·
DDR ·
Dominica ·
Dominicaanse Republiek ·
Ecuador ·
El Salvador ·
Ghana ·
Grenada ·
Guatemala ·
Guyana ·
Haïti ·
Honduras ·
Indonesië ·
Jamaica ·
Kaaimaneilanden ·
Kameroen ·
Mexico ·
Nicaragua ·
Nederlandse Antillen ·
Panama ·
Puerto Rico ·
Roemenië ·
Saint Kitts en Nevis ·
Saint Lucia ·
Saint Vincent en de Grenadines ·
Suriname ·
Trinidad en Tobago ·
Turks en Caicoseilanden ·
Uruguay ·
Venezuela ·
Verenigde Staten ·
Zuid-Korea ·
Zweden
FNF · 
A-internationals · 
Nicaraguaans vrouwenelftal
Anguilla ·
Argentinië ·
Bahama's ·
Barbados ·
Belize ·
Bermuda ·
Bolivia ·
Colombia ·
Costa Rica ·
Cuba ·
Curaçao ·
Dominica ·
Dominicaanse Republiek ·
El Salvador ·
Ghana ·
Guatemala ·
Haïti ·
Honduras ·
Iran ·
Jamaica ·
Kaaimaneilanden ·
Mexico ·
Montserrat ·
Nederlandse Antillen ·
Panama ·
Paraguay ·
Peru ·
Puerto Rico ·
Saint Kitts en Nevis ·
Saint Vincent en de Grenadines ·
Suriname ·
Trinidad en Tobago ·
Turks- en Caicoseilanden ·
Uruguay ·
Venezuela ·
Verenigde Staten